# Åsa Widéen
Alice Åsa Tina Widéen, född den 31 mars 1976 i Lund, är en svensk skådespelare.
Widéen studerade på dans-teater-linjen på Olympiaskolan i Helsingborg, därefter Grotowskiträning på Sotenäs teaterateljé vid Göteborgs universitet, följt av Teaterhögskolan i Luleå 1997–2001. Hon har bland annat varit verksam vid Göteborgs stadsteater, Malmö stadsteater, Stockholms Parkteater, Dramaten och ett flertal fria teatergrupper. Hon filmdebuterade 2003 i Björn Runges Om jag vänder mig om.

## Filmografi
- 2003 – Om jag vänder mig om
- 2004 – Fyra nyanser av brunt[2]
- 2004 – Orka! Orka! (TV-serie)[2]
- 2006 – AK3 (TV-serie)[2]
- 2012 – Erika & Sally (kortfilm)
- 2015 – Bron, säsong 3 (TV-serie)

## Teater

### Roller (urval)
| År   | Roll   | Produktion                          | Regi          | Teater            |
| ---- | ------ | ----------------------------------- | ------------- | ----------------- |
| 2005 | Corine | Kärlekens triumf Pierre de Marivaux | Staffan Roos  | Dramaten          |
| 2008 |        | Zlatans leende Dennis Magnusson     | Dennis Sandin | Malmö stadsteater |
| 2011 |        | Bli en dåre Kia Berglund            | Kia Berglund  | Teater Giljotin   |